# 楚斯马斯豪森
楚斯马斯豪森是德国巴伐利亚州的一个市镇。总面积68.74平方公里，总人口6106人，其中男性3035人，女性3071人（2011年12月31日），人口密度89人/平方公里。